# Оптимизм
Оптимизм (от лат. optimus — «наилучший») — отношение, отражающее веру или надежду в положительный и желаемый исход тех или иных событий. Известным примером противопоставления оптимизма и пессимизма является суждение человека о стакане, наполовину заполненном жидкостью, где оптимист считает его наполовину полным, а пессимист — наполовину пустым.

## Оптимизм в философии
Термин «оптимизм» возник относительно недавно, как и связанный с ним термин «пессимизм». В XVIII веке Готфрид Лейбниц ввел этот термин для обозначения определенного способа мышления. Вольтер популяризировал это понятие в своем романе «Кандид, или оптимизм», вышедшем в свет в 1759 году.
Готфрид Лейбниц считал, что мы живём в «лучшем из всех возможных миров». Также в философии Лейбница отражалось то, что существующий мир является наиболее совершенным, и все в нём направлено на осуществление блага, несмотря на все его недостатки. Для Лейбница оптимизм выступал, прежде всего, в своём рациональном содержании, отражающем убеждение в том, что добро побеждает зло.
Хотя термин появился сравнительно недавно, неудивительно, что ещё Платон описал различную степень восприимчивости людей к приятным и неприятным впечатлениям, так как эта особенность человека весьма существенно определяет поведение человека. Вопросов оптимизма и пессимизма касались многие древние мыслители и философские школы (стоицизм, эпикурейство и т. д.). Учение стоиков и, в частности, Сенеки, многие считали пессимистичным, потому что акцент в нём делался на самоконтроле и самоограничениях. Эпикурейство, напротив, считалось учением оптимистов, поскольку его сторонники утверждали, что одной из основных целей человека является стремление к получению максимального удовольствия от жизни. В современной философии проблематика оптимизма нашла отражение в работах философов-экзистенциалистов, среди которых, прежде всего, следует отметить вклад М. Хайдеггера. В работе «Бытие и время» им впервые поставлен вопрос фундаментальной онтологии о потенциальных возможностях человека — о силе вероятности прожить жизнь определённым образом. Хайдеггер полагал, что особенно на наше бытие влияют две из этих потенциальных возможностей: 1) ожидания, что произойдут хорошие события, случится что-то хорошее (оптимизм); 2) ожидание, что произойдёт что-то плохое (пессимизм).

## Оптимизм в психологии

### История исследования оптимизма
До второй половины двадцатого столетия психологических исследований оптимизма и пессимизма практически не было. Исключением является изданная в конце девятнадцатого столетия монография английского психолога Дж. Сёлли посвященная исследованию пессимизма, которая, впрочем, выполнена скорее не в психологическом, а философском ключе.
Также в 1907 году И. И. Мечниковым были опубликованы «Этюды об оптимизме», которые считаются первыми достоверными исследованиями о данной теме. В этюдах затрагивается проблема причины появления пессимистического мировоззрения и его обусловленности состоянием здоровья, межличностными проблемами, факторами культуры и среды.
Оптимизм рассматривался в истории науки и философии в двух аспектах: как проявление (или как часть) человеческой природы и как индивидуально-психологическая особенность. Рассматривая оптимизм в первом аспекте, многие мыслители прошлого высказывали нему скептическое отношение (от Софокла до Ницше и Фрейда), полагая, что лучше смотреть в лицо реальности. Долгое время предполагалась, что по крайней мере в норме человек достаточно точно отражает реальное соотношение позитивного и негативного, добра и зла. Причем, в соответствии с традициями стоицизма подчеркивалась важность реалистического отношения к неизбежному злу в человеческой жизни.
Вместе с тем к 60-70 годам двадцатого века в психологии были накоплены различные эмпирические данные, показывающие, что для большинства людей нехарактерна такая реалистичность и точное соответствие реальности в мышлении. Была обнаружена позитивная тенденциозность, проявляющаяся в языке, памяти, мышлении. Например, люди используют больше позитивных слов, чем негативных, как при письме, так и в устной речи. При свободных воспоминаниях люди чаще вспоминают положительные события, чем отрицательные. Большинство людей оценивает себя позитивно, причем, как правило, существенно более позитивно, чем других. Эти факты убедительно свидетельствовали в пользу того, что оптимизм действительно выступает как неотъемлемая часть человеческой природы.
Эту идею наиболее ярко выразил антрополог Л. Тайгер в книге «Оптимизм: биология надежды». Он связывал проблему оптимизма с биологией и эволюцией вида homo sapiens и полагал, что оптимизм — это одна из наших наиболее адаптивных характеристик, приобретенных в ходе естественного отбора. Поскольку оптимизм предполагает размышление о будущем, он возникает тогда, когда люди начинают предвидеть. Однако когда люди начинают предвосхищать будущее, они могут представить себе ужасные события, в том числе и собственную смерть. В человеке должно было возникнуть нечто, что позволило бы противостоять страху перед такими событиями, который парализует волю человека, и этим нечто, по мнению Л. Тайгера, является оптимизм. Оптимизм в этом контексте выступает как врождённая, наследуемая характеристика присущая всем людям в той или иной мере.
Рассматривая оптимизм и пессимизм как индивидуально-психологические особенности в исторической перспективе, К. Петерсон отмечает, что на современные представления об этих явлениях оказали значительное влияние многие подходы и теории, среди которых наиболее важная роль принадлежит теории поля К. Левина и теории личностных конструктов Дж. Келли. Эти теории создали основу для современного понимания того, как ожидания — оптимистические или пессимистические — направляют человеческое поведение. Теория локуса контроля Дж. Роттера также способствовала развитию исследований личности в терминах атрибуций и ожиданий.
В современной зарубежной литературе можно выделить два основных подхода к изучению оптимизма и пессимизма: исследование диспозиционного оптимизма (Ч. Карвер, М. Шейер и др.) и исследование оптимизма как атрибутивного стиля (М. Селигман, К. Петерсон и др.). Эти подходы имеет довольно много общих положений, отражающих близкие теоретико-методологические основания, и могут рассматриваться в рамках позитивной психологии как родственные и взаимодополняющие направления.
Исследования оптимизма в России и СССР проводились не столько в рамках психологии, сколько в социологии. В этой сфере понятие личностного оптимизма (пессимизма) стало использоваться в конце 1920-х -начале 1930-х годов. В советской эмпирической социологии, возрождавшейся в 1960-е годы, понятие «оптимизм» имело широкое применение. Чаще всего в различных эмпирических исследованиях советские социологи вынуждены были искать индивидуальные проявления и подтверждения социального оптимизма граждан СССР. Другой полюс шкалы в социологических исследованиях того времени замалчивался в публикациях и отчётах либо вынужденно игнорировался уже на этапе формирования программы исследования. В качестве индикатора оптимизма обычно использовались различные показатели, связанные не с отношением к будущему и видением перспектив, а с удовлетворённостью нынешней ситуацией (удовлетворённость работой, семьёй, досугом, решениями руководства и т. д., вплоть до удовлетворённости образом жизни и «ощущения счастья»). Индикатор пессимизма-оптимизма, фиксирующий не отношение к нынешней ситуации, а ожидаемое будущее, в практике социологических исследований используется значительно реже.
Современные российские психологи при исследовании оптимизма личности чаще всего опираются на уже сложившиеся в зарубежной психологии подходы и теории. Так, например, сотрудники, аспиранты и студенты факультета психологии МГУ имени М. В. Ломоносова под руководством Д. А. Леонтьева и Т. О. Гордеевой проводят исследования оптимистического мышления как одной из составляющих личностного потенциала, опираясь при этом преимущественно на подход М. Селигмана.

### Оптимистический атрибутивный стиль
Мартин Селигман обратился к особенностям когниций, характерных для психологически благополучных и неблагополучных индивидов и описал оптимистический и пессимистический атрибутивный стиль. При оптимистическом атрибутивном стиле неудачи воспринимаются как временные, затрагивающие лишь небольшую часть жизни и подверженные изменению, а успехи — как стабильные, глобальные и зависящие от собственных усилий индивида. При пессимистическом атрибутивном стиле неудачи воспринимаются как постоянные, универсальные и носящие внутренний характер, а успехи, наоборот, как случайные, локальные и вызванные внешними причинами.

#### Диагностика оптимистического атрибутивного стиля
Мартином Селигманом, Лин Абрамсон и Кристофером Петерсоном были разработаны основные методики выявления уровня атрибутивного стиля, а именно ASQ и CAVE, две популярные версии ASQ и детский опросник CASQ.
Методика CAVE включает в себя совокупность контент-анализа вербального материала, а именно дневники, письма, интервью, публикации и прочие источники. Данные по ASQ и CAVE находятся в сильной положительной взаимной корреляции между собой.
Методика ASQ содержит оценку успехов и неудач. Опросник разбит на половину хороших и плохих событий. Также, для большей представленности типы ситуаций делились пополам, а именно на межличностные и достиженческие ситуации. Задача испытуемого состоит в том, что он должен представить себя в этой ситуации, предложить ее причину и оценить персонализацию, постоянство и широту.
CASQ (Children’s Attributional Style Questionnaire) — это детский опросник атрибутивного стиля, в котором содержатся 48 утверждений, разделенные пополам на позитивные и негативные ситуации. Утверждения охватывают 4 сферы жизни ребенка, а именно учебные и спортивные достижения, отношения с родителями, здоровье и отношения со сверстниками. Задача детей такая же, как и в методике ASQ. Была создана краткая версия этого опросника с 24 позициями, в каждой дается только два варианта объяснения, которые различаются по трем параметрам, при этом оценка персонализации сокращена.
В популярной версии ASQ есть позитивные и негативные ситуации с двумя типами реакции на них, как в CASQ. Первый вариант обладает 48 позициями с параметрами интернальности (локуса), постоянства и стабильности, в второй обладает 32 позициями только по параметрам постоянства и стабильности.
Каждая версия существует в русскоязычном варианте.
Недостатки популярных версий в том, что они обладают только двумя вариантами ответа, где испытуемый затрудняется выбрать точку зрения, когда-либо оба подходят, либо ничего. В стандартном ASQ испытуемый сам записывает причину и оценку ситуации, что дает большее преимущество.
Русскоязычной версии ASQ дает надежные результаты о связи атрибутивного стиля с депрессией, психологическим благополучием и достижениями. Т. О. Гордеева, Е. Н. Осин и В. Ю. Шевяхова разработали опросник стиля объяснения успехов и неудач для взрослых (СТОУН-В) и для подростков (СТОУН-П). В опроснике содержатся 24 позиции на основе совокупности оригинального опросника ASQ, его популярных версий и опросника стойкости (AQ) П. Г. Столца. Формулировка утверждений составлялась в соответствии с логикой ситуации и особенностями русской культуры. Русскоязычная методика для взрослых и подростков обладает высокой валидностью и надежностью по степени психологической диагностики.

### Диспозиционный оптимизм
В подходе диспозиционного оптимизма Чарльза Карвера и Майкла Шейера, под оптимизмом/пессимизмом понимается широкое, проявляющееся в разных ситуациях чувство уверенности или сомнения, связанное с обобщенными, касающимися разных сфер жизни положительными или отрицательными ожиданиями относительно будущего. Оптимистами, следовательно, можно назвать людей, которые склонны придерживаться позитивных ожиданий относительно будущего; пессимисты, соответственно, более склонны к негативным.

#### Диагностика диспозиционного оптимизма
Для диагностики диспозиционного оптимизма (ожидания личности относительно благоприятного исхода будущих событий) М. Шейером и Ч. Карвером были придуманы методики LOT (Life Orientation Test, 1985) и LOT-R (Life Orientation Test Revised, 1994). Данные методики состоят из 10 утверждений, которых испытуемые выражают степень своего согласия или несогласия. Утверждения разделены на 4 положительных, 4 отрицательных и 2 «буферных», в которых заключена главная цель исследования. Так как диспозиционном подходе оптимизм и пессимизма воспринимаются как биполярные конструкты, то вычисляется общий балл по оптимизму, при необходимости так же происходит дополнение раздельным анализом позитивных и отрицательных утверждений.
Русскими учеными была разработана подобная методика LOT- ТДО (Тест диспозиционного оптимизма). Данная адаптация является достоверной, так как показатель одномоментной надежности составляет 0,84 при выборке испытуемых в количестве 639 человек.
В модифицированной версии LOT-R два положительных утверждения были сформированы в одно, то же самое произошло с отрицательным утверждение. Итак, в опросник методики LOT-R входило 3 положительных, 3 отрицательных и 3 «буферных» утверждения. К сожалению, данная версия не обладает столь высокой достоверностью, и лидирующую позицию занимает также LOT, так как LOT-R обладает показателем одномерной надежности от 0,76 до 0,78. Тем не менее, модифицированная методика все же используется при малом количестве времени на выполнение опросника.
Также, существуют другие способы по выявлению уровня диспозиционного оптимизма. Например, методика OPS (Optimism/Pessimism Scale), где под оптимизмом и пессимизмом скрывается понятие о восприятии себя в позитивной или негативной форме и ожидать плохих или хороших событий относительно будущего.
Методика ELOT (Extended Life Orientation) основана на базе LOT и в ней содержатся 20 утверждений.
На основе LOT, также разработана методика YLOT (Youth Life Orientation Test) для детей младшего подросткового возраста, в которой содержатся 12 утверждений.
Популярной методикой для исследования является GESS (Шкала общих ожиданий успеха) (Generalized Expectances for Success Scale — Fibel, Hale, 1978), много дипломных работ студентов Факультета Психологии МГУ были посвящены именно данному опроснику. Он включает 30 утверждений, в которых спрашивается о том, что человек представляет о своем будущем. Будет ли он успешным или не сможет ничего добиться. Модифицированная методика GESS-R, в которой содержатся 25 утверждений, имеет низкую социальную желательность и обладает высокой внутренней валидностью.